# الغرب والإسلام (كتاب)
...كتاب العرب والإسلام الدين والفكر السياسي في التاريخ العالمي... الصادر عن سلسلة عالم المعرفة الصادر عن العدد 394 بتاريخ نوفمبر 2012 للمؤلف أنتوني بلاك والمترجم له الدكتور فؤاد عبدالمطلب.
يقدم الكتاب مقارنة تاريخية في الفكر السياسي حيث يتفحص المقاربات الغربية والإسلامية لغلوم السياسة والقواسم المشتركة بينها بالإضافة إلى اماكن التفرغ والاختلاف.

## المحتوى
يتكون الكتاب من مقدمة واستهلال و 8 فصول والخاتمة والملحق عن مارسيلو وابن رشد